# جوزيف فريزينسكي
جوزيف فريزينسكي (بالفرنسية: Joseph Wresinski)‏ (12 فبراير 1917 - 14 فبراير 1988) كاهن فرنسي ومؤسس حركة العالم الرابع الدولية للقضاء على الفقر.